# جبال انسيولار
جبال أنسيولار هي مجموعة من الجبال تمتد في سلسلة جبال ساحل المحيط الهادئ على ساحل كولومبيا البريطانية، تحديدا في دولة كندا، والتي تضم سلاسل جزيرة فانكوفر وجبال الملكة شارلوت. جبال أنسيولار هي جبال وعرة، خاصة في جزيرة فانكوفر حيث ترتفع القمم في منتزة ستراثكونا الإقليمية إلى ارتفاعات تزيد عن 2000 متر (6,600   قدم). أعلى هذه الجبال هو جبل جولدن هند (الهندوس الذهبي) في جزيرة فانكوفر، والتي ترتفع إلى حوالي 2,196.818 متر (7,207 قدم).
على الرغم من أن سلسلة جبال الساحل عادة ما يطلق عليها باسم المدى الغربي من جبال كورديير الممتده على ساحل المحيط الهادئ (نظرًا لأنها تعتبر النطاق الغربي في الكتلة الأرضية الرئيسية في تلك المرحلة)، فإن جبال أنسيولارتعتبر هي المدى الغربي الأقصى الحقيقي.

## التاريخ الجيولوجي
لم تظهر جبال أنسيولار بشكل كامل حتى الآن فوق مستوى سطح البحر. جزيرة فانكوفر وهايدا جواي تعتبر جزر مرتفعه أعلى من مستوى سطح البحر، والتي كانت في الواقع ضاهرة بشكل كامل خلال الفترة الجليدية الأخيرة (كان أقصى مدى جليدي منذ حوالي 18000 سنة) عندما كان الجرف القاري في هذه المنطقة سهلًا ساحليًا واسعًا.
تشكلت جبال أنسيولار عندما اصطدمت سلسلة من الجزر البركانية النشطة (في جزر أنسيولا) بقارة أمريكا الشمالية خلال منتصف فترة العصر الطباشيري. نوع الصخور التي تشكل جبال أنسيولار هي عدة أنواع منها صخر رسوبي ولابا وساديه. نادرا ما تحدث البلوتونات الجرانيتية في جبال أنسيولار، على عكس جبال الساحل. وهي تغطي جبل أنسيولار بحوالي 133,879   كم 2 (51,691   مربع   ميل). وهي تشهد نشاطًا زلزاليًا متكررًا، حيث يتم غرس صفيحة المحيط الهادئ وصفيحة خوان دي فوكا في عباءة الأرض. أدت هذه الزلازل الكبيرة إلى انهيار الجبال والانهيارات الأرضية والشقوق الارضية.
خلال الفترة الجليدية الأخيرة، أحيط الجليد تقريبا بجميع هذه الجبال. فلقد جرفت الأنهار الجليدية التي انزلقت إلى المحيط الهادئ واجهات الوديان ودمرت قيعانها. تم تحويل هذه الوديان إلى مضايق عندما ذاب الجليد وارتفع مستوى البحر. لا يزال من الممكن ملاحظة بعض أثار العصر الجليدي، مثل نهركوموكس الجليدي في سلسلة جبال فانكوفر.

## النطاقات الفرعية

### هيدا جواي

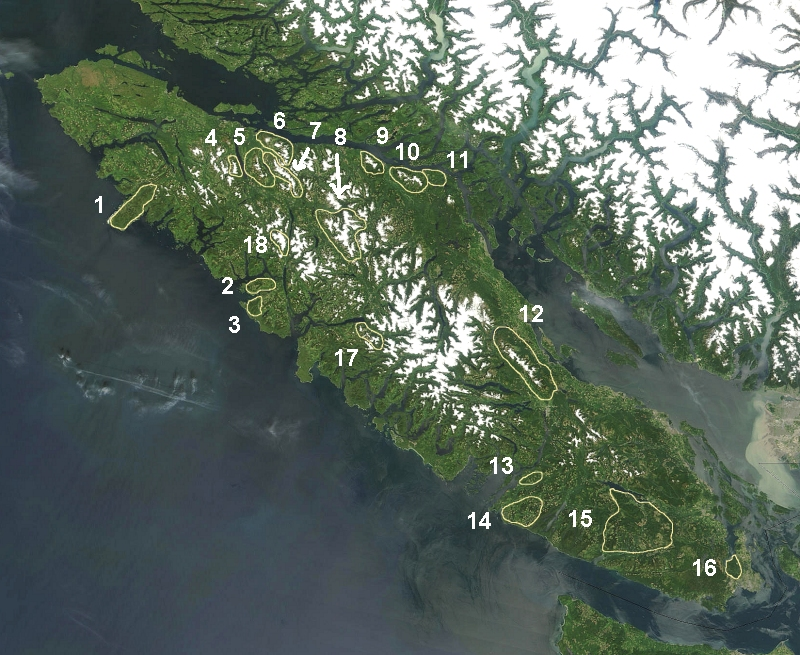
نطاقات جزيرة فانكوفر

- جبال الملكة شارلوت، على هيدا جواي (جزر كوين شارلوت سابقًا):

1. مجموعة كاميرون: على الجانب الغربي من جزيرة جراهام
2. مدى التجعيد: في شمال وسط جزيرة جراهام
3. نطاق مكاي: على الساحل الجنوبي لجزيرة غراهام
4. سلسلة سان كريستوفال: على الجانب الغربي من جزيرة مورسبي

### جزيرة فانكوفر
- نطاقات جزيرة فانكوفر، في جزيرة فانكوفر:

1. نطاق رافنجيوم: في شبه جزيرة بروكس
2. سلسلة صوفيا: على جزيرة نوتكا، في شبه الجزيرة بين إسبيرانزا إنليت ونوشاتيلتز إنليت
3. نطاق جينيفيف: جزيرة Nootka
4. نطاق كارتموتزن: بين بحيرة نيمبكيش، تلاكوا كريك وخور كارموتزن
5. سلسلة هانكين: بين بحيرة نيمبكيش وبحيرة بونانزا
6. سلسلة فرانكلين: بالقرب من روبسون بايتعلى مضيق جونستون بين نهر تايستك ونهر كوكيش
7. نطاق بونانزا : بين نهر نيمبكيش ونهر تسيتيكا بجانب بحيرة بونانزا
8. مدى ساتون: بين نهر نيمبكيش، النهر الأبيض، نهر أوكتوانش، نهر الذهب
9. سلسلة نيوكاسل: مضيق جونستون، غرب خليج سيوارد كيلسي وشرق / شمال نهر آدامز
10. نطاق أمير ويلز: الساحل الشرقي لجزيرة فانكوفر 40   كم (25   ميل) شمال نهر كامبل
11. مدى هاليفاكس: على طول مضيق جونستون بين عمر دي كوزموس كريك وبي كريك
12. نطاق بوفورت: شمال بورت ألبيرني وغرب شاطئ كواليكوم
13. نطاق بيلهام: بين نهر ساريتا ومدخل ألبيرني
14. نطاق سومرست: بين أحواض نهر باتشينا-ساريتا ونهر كلاناوا (بين بحيرة نيتينات وقناة إمبريال إيجل)
15. سلسلة سيمور: بين وادي بحيرة كويشان ونهر سان خوان ونهر جوردون
16. سلسلة جولاند: بالقرب من فيكتوريا بين سانيتش إنليت وخليج برنتوود. يتضمن متنزه ماونت وورك الإقليمي
17. مدى بيرس: جنوب نهر الذهب بين نهر جاكلا ونهر بورمان
18. نطاق هايته: بين نهر تاشسيس ونهر نوماش وبحيرة زيبالوس وبحيرة ووس
19. جبال نهر الك الواقعة في جزيرة فانكوفر وتحديدا في منتزة ستراثكونا الإقليمية، يتم تصنيفها أحيانا على أنها سلسلة من جبال.[1]